# Crveni klokan
Crveni klokan (Macropus rufus) je najveći od svih klokana i najveći živi tobolčar. Može se naći širom Australije, izuzev plodnijih oblasti na jugu, istočnim obalama i na sjevernim prašumama. Nastanjuju suhe i polusuhe predjele.

## Opis
Crveni klokani imaju kratko, crveno krzno koje postepeno prelazi u svjetliju boju na udovima i na trbuhu. Imaju velike, zašiljene ušne školjke i crnu njušku, duge mišićave noge i rep. Noge crvenog klokana funkcioniraju kao gumena opruga - mužjak, u jednom skoku, može skočiti u punoj brzini više od 9 metara. Ženke su sitnije od mužjaka.
Tjelesna temperatura crvenih klokana je oko 36°C. Da bi je održali imaju izolirani sloj krzna i služe se raznim varijantama: znojenjem, dahtanjem, lizanjem prednjih udova ili sklanjanjem u hladovinu kada su visoke temperature.
Ovi klokani se hrane travom i ostalom vegetacijom. Mogu izdržati dugo bez vode, sve dok imaju pristup zelenim biljkama jer imaju sposobnost izvući vlagu iz njih.
Crveni klokan je životinja aktivna u sumrak i tijekom noći. Dan provodi spavajući ili se nekim drugim načinom relaksirajući.
Borba mužjaka crvenih klokana je sastavni dio njihovog života. Obično se usprave, stojeći na zadnjim nogama, pokušavajući odgurnuti svog protivnika udaranjem ili blokiranjem podlaktica. Ako borba postane ozbiljnija, mužjaci će početi "šutirati" jedan drugog, oslanjajući se na svoj rep, tako što bi se udarali svojim jakim zadnjim nogama.
Mužjaci su dugi do 1,8 metara, a teški oko 85 kg. Rep im može biti dug do jednog metra. Ženke su duge do 1,1 metar, a teške oko 35 kg.

## Razmnožavanje
Crveni klokani se razmnožavaju tijekom cijele godine. Ženke imaju neobičnu sposobnost zaustavljanja rasta embrija dok se mladunac, koji je još uvijek u tobolcu, ne razvije dovoljno. 
Novorođeno mladunče dolazi na svijet nakon samo 33 dana. Dugo je samo 2,5 cm i skoro da nema zadnjih udova. Nakon što se rodi, ono se pomoću razvijenijih prednjih udova penje do majčinog tobolca, za što je potrebno oko 5 minuta. U tobolcu se uhvati za jednu od dvije dojke. Njegova majka je skoro odmah spremna za ponovno parenje. Ako je parenje uspješno, ženka na neko vrijeme zaustavi razvoj embrija u sebi. Za to vrijeme, mladunac u tobolcu brzo raste. S oko 190 dana, mladunac je u stanju da izađe iz tobolca u potpunosti, a nakon otprilike 235 dana više ne ulazi u tobolac. Sisat će narednih 12 mjeseci, a spolnu zrelost će dostići s oko 2,5 godine. Majčino mlijeko stalno mijenja sastav prema potrebama mladunca. Ženka je u stanju i da stvara različito mlijeko za starijeg i za mlađeg mladunca.

## Drugi projekti
|  | Zajednički poslužitelj ima još gradiva o temi crveni klokan |
|  | Wikivrste imaju podatke o taksonu crvenom klokanu           |